# Farmaceutisk bioinformatik
Farmaceutisk Bioinformatik är en del av det generella forskningsområdet bioinformatik, men som har ett specifikt fokus på att studera biologiska och kemiska processer i det farmaceutiska området.

## Introduktion
Medan traditionell bioinformatik är ett brett ämne främst med fokus på molekylär biologi, så har farmaceutisk bioinformatik ett mer specifikt mål: att undersöka det kemiska-biologiska samspelet. Metoder som används, förutom många allmänna bioinformatiska metoder, är ligand-baserad modellering såsom kvantitativa struktur–aktivitetssamband (QSAR), proteokemometri, datorstödd molekylär design, kemobioinformatiska databaser, algoritmer för kemi- och biofarmacuetisk programvara, inklusive analyser av biologisk aktivitet och andra frågor som rör läkemedelsframställning.

## In silicoprediktion avmetabolism
Ett av de viktigaste områdena inom farmaceutisk bioinformatik är in silico prediktion av metabolism för kemiska substanser. Detta område syftar till att besvara tre frågeställningar;
- Att förutsäga om en given kemisk förening kommer interagera med ett enzym,
- Att förutsäga var i en kemisk förening interaktionen kommer att ske, dvs "Site of Metabolism" (SOM),
- Att förutsäga resultatet från interaktionen, dvs den resulterande metaboliten.

Det finns ett flertal verktyg och programvaror som försöker lösa dessa frågeställningar; t.ex. SMARTCyp och MetaPrint2D som predikterar Site of Metabolism for givna kemiska substanser.